# Lecanora subrugosa
Lecanora subrugosa är en lavart som beskrevs av Nyl. Lecanora subrugosa ingår i släktet Lecanora och familjen Lecanoraceae.  Arten är reproducerande i Sverige. Inga underarter finns listade i Catalogue of Life.

## Källor

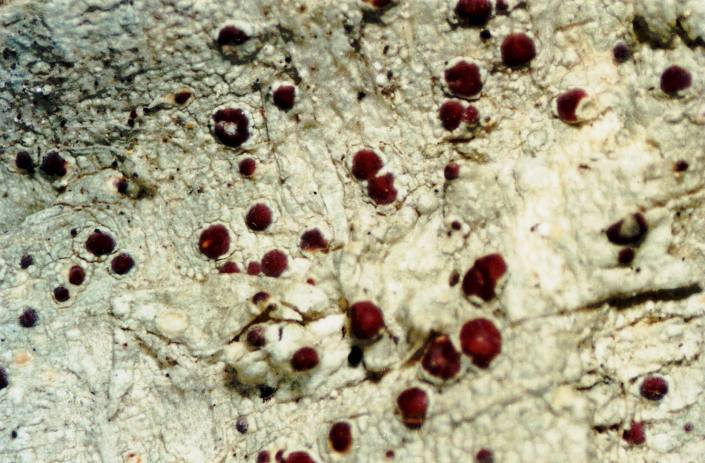
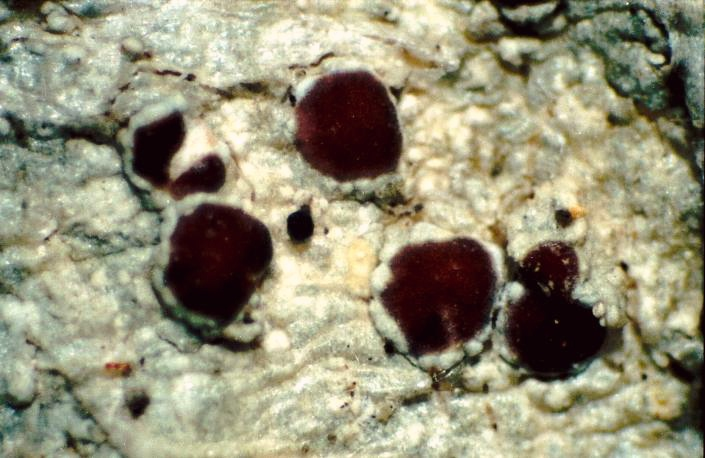
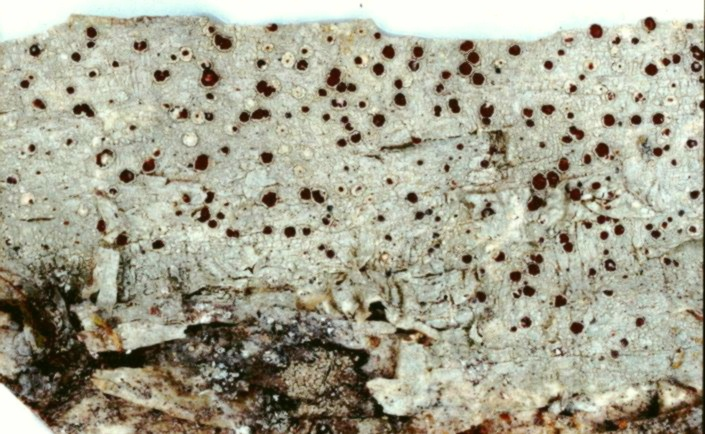